# Siletz
Siletz – miejscowość w Stanach Zjednoczonych, w stanie Oregon, w hrabstwie Lincoln.